# Strada nazionale 59
La strada nazionale 59 era una strada nazionale del Regno d'Italia, che congiungeva Montepescali ad Arezzo.
Venne istituita nel 1923 con il percorso "Innesto con la Tirrena Superiore n. 3 presso Montepescali - Roccastrada - Siena - Innesto presso Arezzo con la nazionale n. 58.".
Nel 1928, in seguito all'istituzione dell'Azienda Autonoma Statale della Strada (AASS) e alla contemporanea ridefinizione della rete stradale nazionale, il suo tracciato costituì il tratto iniziale della strada statale 73 Senese-Aretina e di Bocca Trabaria.